# Érika Bauer
Érika Bauer (Belo Horizonte, c. 1960) é uma cineasta brasileira e professora do curso de Audiovisual na Faculdade de Comunicação da Universidade de Brasília.
Mestiça de pai brasileiro e mãe alemã, estudou cinema em Munique. Fez parte de comissão julgadora de Festivais de Cinema e é uma das principais representantes do cinema brasileiro.[carece de fontes?]
O primeiro contato com o cinema se deu como continuísta em “Noites do Sertão”, de Carlos Alberto Prates Correia, em 1984. 
Em 1987 ganha bolsa de cinema para estudar em Munique, onde dirigiu alguns trabalhos.
De volta ao Brasil, realizou vários documentários e vídeos na produtora Intervalo.
Entre os vídeos e curtas que dirigiu durante sua trajetória estão: “Com a Liberdade na Terra” (1987); “Miss Amnésia” (1989); “Julchen” (1990); “Bela Estranha” (1993); “Maxacali, o Povo do Canto” (1994); “Glauber Rocha, quando o cinema virou samba” (1995); “Guignard, o Observador” (1995); “Salão do Encontro” (1996); “A Última Diva” (1996) e “Bom Dia, Senhoras” (1998).
Em 2006, dirigiu seu primeiro longa-metragem, "Dom Hélder - O Santo Rebelde" , uma biografia de Dom Hélder Câmara.
“Dom Hélder Câmara – O Santo Rebelde” recebeu vários prêmios no Brasil:
- Prêmio Margarida de Prata de Melhor Documentário - CNBB
- Melhor Roteiro e Melhor Edição no Cine Ceará;
- Melhor Filme no Festival de Varginha;
- Melhor Pesquisa no RECINE – Festival Internacional de Cinema de Arquivo do Rio de Janeiro.
Seu próximo projeto em longa será sobre o religioso Pedro Casaldáliga. [carece de fontes?]